# Chalceus taeniatus
Chalceus taeniatus är en fiskart som beskrevs av Jardine, 1841. Chalceus taeniatus ingår i släktet Chalceus och familjen Characidae. Inga underarter finns listade i Catalogue of Life.